# Seznam dílů seriálu Americký Drak: Jake Long
Toto je seznam dílů seriálu Americký Drak: Jake Long. Ve Spojených státech se díly vysílaly v letech 2005-2007 na Disney Channel. V České republice však stihla vysílat tento seriál dětská televize Jetix.
Na Disney XD se ještě normálně, jako ostatní seriály od Jetix, vysílaly. Po tom, co existovala pouze stanice Disney Channel, už se seriál vysílá jenom v ranních hodinách.

## Přehled řad
| Řada | Díly | Premiéra v USA  | Premiéra v USA | Premiéra v ČR | Premiéra v ČR |
| Řada | Díly | První díl       | Poslední díl   | První díl     | Poslední díl  |
| ---- | ---- | --------------- | -------------- | ------------- | ------------- |
| 1    | 21   | 21. ledna 2005  | 29. ledna 2006 | vysíláno      | vysíláno      |
| 2    | 31   | 10. června 2006 | 1. září 2007   | vysíláno      | vysíláno      |

## Seznam dílů

### První řada (2005–2006)
| Č. v seriálu | Č. v řadě | Původní název                                     | Český název                              | Premiéra v USA    | Premiéra v ČR |
| ------------ | --------- | ------------------------------------------------- | ---------------------------------------- | ----------------- | ------------- |
| 1            | 1         | Old School Training                               | Trénink ze staré školy                   | 21. ledna 2005    |               |
| 2            | 2         | Dragon Breath                                     | Dračí dech                               | 22. ledna 2005    |               |
| 3            | 3         | The Talented Mr. Long                             | Talentovaný pán Long                     | 28. ledna 2005    |               |
| 4            | 4         | The Legend of the Dragon Tooth                    | Legenda o Dřačím zubu                    | 4. února 2005     |               |
| 5            | 5         | Act 4, Scene 15                                   | Akt 4, scéna 15                          | 11. února 2005    |               |
| 6            | 6         | Adventures In Troll Sitting / Fu Dog Takes a Walk | Hlídaní trolla / Fubsík jde na procházku | 18. února 2005    |               |
| 7            | 7         | Professor Rotwood's Thesis                        | Teze profesora Rotwooda                  | 25. února 2005    |               |
| 8            | 8         | The Egg / The Heist                               | Vejce / Kradež zlata                     | 25. března 2005   |               |
| 9            | 9         | Dragon Summit                                     |                                          | 1. dubna 2005     |               |
| 10           | 10        | Body Guard Duty                                   | Tělesná strážní služba                   | 29. dubna 2005    |               |
| 11           | 11        | Shapeshifter                                      | Chameleon                                | 13. května 2005   |               |
| 12           | 12        | The Ski Trip                                      | Lyžařský výlet                           | 27. května 2005   |               |
| 13           | 13        | The Long Weekend                                  | Dlouhý víkend                            | 1. července 2005  |               |
| 14           | 14        | Eye of the Beholder                               | Oko diváka                               | 30. července 2005 |               |
| 15           | 15        | Jake Takes the Cake                               | Jake vezme koláč                         | 26. srpna 2005    |               |
| 16           | 16        | Hong Kong Knights                                 |                                          | 8. září 2005      |               |
| 17           | 17        | The Halloween Bash                                | Halloweenská párty                       | 22. října 2005    |               |
| 18           | 18        | Fu and Tell / Flight of the Unicorn               | Fu a prozradit to / let jednorožce       | 4. ledna 2006     |               |
| 19           | 19        | Keeping Shop                                      | Vlastnění obchodu                        | 6. ledna 2006     |               |
| 20           | 20        | Ring Around the Dragon                            | Prsten kolem draka                       | 12. ledna 2006    |               |
| 21           | 21        | The Hunted                                        | Lovecká kořist                           | 29. ledna 2006    |               |

### Druhá řada (2006–2007)
| Č. v seriálu | Č. v řadě | Původní název                  | Český název | Premiéra v USA     | Premiéra v ČR |
| ------------ | --------- | ------------------------------ | ----------- | ------------------ | ------------- |
| 22           | 1         | Bring It On                    |             | 10. června 2006    |               |
| 23           | 2         | Half Baked                     | Nedopečený  | 24. června 2006    |               |
| 24           | 3         | The Academy                    | Akademie    | 1. července 2006   |               |
| 25           | 4         | The Doppelganger Gang          |             | 8. července 2006   |               |
| 26           | 5         | Something Fishy This Way Comes |             | 15. července 2006  |               |
| 27           | 6         | Breakout                       |             | 29. července 2006  |               |
| 28           | 7         | Family Business                |             | 5. srpna 2006      |               |
| 29           | 8         | Hero of the Hourglass          |             | 12. srpna 2006     |               |
| 30           | 9         | Dreamscape                     |             | 19. srpna 2006     |               |
| 31           | 10        | A Befuddled Mind               |             | 9. září 2006       |               |
| 32           | 11        | Fool's Gold                    |             | 16. září 2006      |               |
| 33           | 12        | Feeding Frenzy                 |             | 23. září 2006      |               |
| 34           | 13        | Haley Gone Wild                |             | 30. září 2006      |               |
| 35           | 14        | Supernatural Tuesday           |             | 24. října 2006     |               |
| 36           | 15        | The Rotwood Files              |             | 18. listopadu 2006 |               |
| 37           | 16        | A Hairy Christmas              |             | 16. prosince 2006  |               |
| 38           | 17        | Switcheroo                     |             | 6. ledna 2007      |               |
| 39           | 18        | The Love Cruise                |             | 3. února 2007      |               |
| 40           | 19        | Year of the Jake               |             | 18. února 2007     |               |
| 41           | 20        | Homecoming                     |             | 10. března 2007    |               |
| 42           | 21        | Young at Heart                 |             | 24. března 2007    |               |
| 43           | 22        | Siren Says                     |             | 7. dubna 2007      |               |
| 44           | 23        | Shaggy Frog                    |             | 28. dubna 2007     |               |
| 45           | 24        | Nobody's Fu                    |             | 12. května 2007    |               |
| 46           | 25        | Magic Enemy #1                 |             | 2. června 2007     |               |
| 47           | 26        | A Ghost Story                  |             | 16. června 2007    |               |
| 48           | 27        | Bite Father, Bite Son          |             | 17. června 2007    |               |
| 49           | 28        | Game On                        |             | 1. července 2007   |               |
| 50           | 29        | Furious Jealousy               |             | 7. července 2007   |               |
| 51           | 30        | Being Human                    |             | 4. srpna 2007      |               |
| 52           | 31        | The Hong Kong Longs            |             | 1. září 2007       |               |